# Ofensiva sovietică îndreptată spre vest din 1918-1919
Ofensiva bolșevică îndreptată către apus  din 1918 – 1919 (Obiectiv-Vistula), a fost parte a acțiunii de ocupare de către armata RSFS Ruse a teritoriilor abandonate de armatele germane din așa numita regiune Ober-Ost, în urma retragerii de la sfârșitul primului război mondial. Ofensiva care viza atingerea râului Vistula a fost îndeplinită de nou creata Armată sovietică de Vest, scopul principal al înaintării fiind stabilirea puterii sovietice în Belarus, Ucraina și Polonia. De asemenea, autoritățile sovietice căutau să înainteze cât mai mult posibil către vest, în speranța că pot ajunge în teritoriile germane, unde să acorde sprijin revoluționarilor germani. 
Înaintarea către apus a trupelor sovietice a dus la declanșarea războiului polono-sovietic. 

## Perioada premergătoare luptelor
După semnarea Tratului de la Brest-Litovsk, Rusia a pierdut cea mai mare parte a teritoriilor europene anexate în cursul secolelor al XVIII-lea și al XIX-lea. Teritoriile care în zilele noastre formează Polonia, Belarusul, Ucraina și statele baltice au fost cedate Imperiului German, care, în schimb, a hotărât să acorde acestor teritorii o independență limitată, transformându-le în state tampon. Până în cele din urmă însă, înfrângerea Germaniei pe frontul de vest și dezintegrarea Austro-Ungariei au făcut ca planurile germane pentru crearea zonei Mitteleuropa să fie nerealiste.
Armatele germane au început să se retragă către patrie. Ofițerii și soldații demoralizați au părăsit în masă garnizoanele, îndreptându-se spre vest. Zonele abandonate de trupele Puterilor Centrale au devenit teatre de confruntare dintre guvernele-marionetă create de puterea de ocupație, noile autorități naționale și bolșevicii care doreau să reîncorporeze aceste teritorii în Rusia. Nu doar polonezii și bolșevicii ruși se luptau între ei, dar și ucrainienii, belarușii, lituanienii și cazacii se străduiau să pună mâna pe putere și să obțină controlul unui cât mai mare teritoriu. Luptele interne pentru putere au împiedicat diferitele facțiuni din Belarus să câștige suficientă putere pentru a controla țara. Situația în Ucraina era și mai complicată, în conflictul intern fiind implicați anarhiștii lui Nestor Mahno, comuniștii, rușii albi, diferitele guverne mai mult sau mai puțin efemere ale Ucrainei și nou formata armată poloneză. Toată zonele părăsite de armatele germane au devenit câmp de luptă pentru zeci de facțiuni dornice de putere. 
Războiul polono-sovietic, la fel ca multe alte conflicte din Europa Răsăriteană din acele vremuri, a fost pornit mai degrabă accidental decât ca voință a uneia dintre părți. În haosul care pusese stăpânire pe regiune în primele luni ale anului 1919, este puțin probabil că vreo autoritate din Rusia bolșevică sau din renăscuta Polonie ar planificat în mod deliberat un război major în afara frontierelor.  A fost numai o întâmplare faptul că rușii au reușit să organizeze ocuparea teritoriilor vestice părăsite de germanii în retragere mai înainte ca polonezii să-și organizeze propriile trupe care să pună capăt haosului din zonă. 

## Ofensiva
Între timp, nou formata Armată Roșie își completa efectivele prin recrutări masive, Lenin fiind capabil să organizeze reocuparea fără luptă a teritoriilor pierdute de Rusia în 1917, doar înaintând în urma germanilor aflați în retragere. La aflarea veștilor despre izbucnirea Revoluției germane, guvernul sovietic a denunțat Tratatul de la Brest-Litovsk pe 13 noiembrie 1918 și a dat ordine Armatei Roșii să înainteze către vest spre statele baltice, Ucraina și Belarus, cu sarcina de a instala guvernări bolșevice în aceste teritorii. Înaintarea nou createi Armate de vest a început în noaptea de 17 – 18 noiembrie 1918, pentru ocuparea vacuumului operațional creat de retragerea germanilor, așa numitul "Ținut Transvistula – Привислянский край" al fostului Imperiu Rus, operațiune cu numele de cod Obiectiv-Vistula. 
Pe 5 ianuarie 1919, Armata Roșie a intrat în Minsk aproape fără să întâmpine rezistență, punând capăt existenței efemerei Republici Populare Belarus. În același timp, unitățile de autoapărare belaruse și poloneze s-au mobilizat în întregul Belarus occidental. Deși luptătorii milițiilor locale era slab echipați și în cea mai mare parte fără o experiență importantă de luptă, ei erau hotărâți să-și apere căminele de ccea ce un ziar local numea amenințarea roșie. În același timp, în aceleași sectoare activau și grupuri bolșevice, care s-au angajat în lupte de mică amploare cu milițiile locale. Înfruntarea polono-bolșevică pentru controlul asupra orașului Vilna din prima săptămână a anului 1919 a fost un semnal pentru războiul care se apropia. Milițiile poloneze au fost obligate să se retragă, iar unitățile Armatei sovietice de Vest au intrat în localitate. Ca răspuns, Armata poloneză renăscută a început să trimită unități ale armatei regulate în sprijinul grupurilor de autoapărare din est. Conflictul deschis a devenit de neevitat. 
Pe 12 ianuarie, Înaltul Comandament Sovietic a stabilit țintele Operațiunii Obiectiv-Vistula: cercetarea în adâncime spre Niemen. Pe  12 februarie obiectivul a fost  modificat: atingerea liniei Bugului de Vest. În acea zi, Jukums Vācietis a dat ordine pentru executarea de recunoașteri în adâncime până la Tilsit, Brest-Litovsk, Kowel și Rowne. De asemenea, comandantul sovietic a dat ordine pentru asigurarea securității principalelor noduri de cale ferată, printre care Wilno, Lida, Baranowicze și Luninice.
Printre obiectivele bolșevicilor s-a aflat și ajutorarea revoluționarilor germani și austro-ungari. Forțele bolșevice nu s-au așteptat la o rezistență serioasă în timpul înaintării prin teritoriile lituaniene, belaruse sau poloneze, forțele noilor state fiind considerate incapabile să-și apere granițele temporare. Totuși, se pare că sovieticii nu se așteptau să atingă linia râului Vistula. Ordinele date armatei aveau mai degrabă un rol pur propagandistic. Principalul lor obiectiv era ocuparea unui teritoriu cât mai vast în haosul instalat după încheierea războiului, mai înainte ca o forță de opoziție serioasă să se formeze. 
Prima confruntare de mai mare amploare a avut loc pe 14 februarie în zona orașelor Bereza Kartuska și Mosty. Ofensiva bolșevică a fost stopată la sfârșitul lunii februarie și a devenit clar pentru conducerea militară comunistă că atacurile date cu jumate de măsură nu pot străpunge liniile poloneze. Atât ofensiva sovietică, cât și contraatacul polonez au fost declanșate în același timp. În aprilie, sovieticii au cucerit orașele Grodno și Wilno, dar au fost respinși de contraofensiva poloneză. 

## Urmări
Armata poloneză s-a dovedit un inamic mult mai greu de învins decât își închipuiseră comandanții sovietici. Deși obiectivele atacului sovietic nu au fost schimbate, planurile Armatei Roșii au devenit rapid perimate, odată cu creșterea rezistenței poloneze și cu contraofensiva din aprilie. Incapabile să-și îndeplinească obiectivele, unitățile Armatei Roșii s-au retras și au început reorganizarea în vederea declanșării războiului polono-sovietic. 